# Szaláh Lárbesz
Szaláh Lárbesz (Tixeraïne, 1952. szeptember 16. – 2024. február 26.) algériai válogatott labdarúgó.

## Pályafutása

### Klubcsapatban
1960 és 1970 között a CS Douanes, 1970 és 1971 között az NR Travaux Publiques csapatában játszott. 1971 és 1987 között a JS Kabylie játékosa volt, melynek színeiben megszerezte a bajnokcsapatok Afrika-kupája serlegét (1981) és nyolc alkalommal (1973, 1974, 1977,1980, 1982, 1983, 1985, 1986) nyerte meg az algériai bajnokságot. 

### A válogatottban
1974 és 1982 között 28 alkalommal szerepelt az algériai válogatottban. Részt vett az 1980. évi nyári olimpiai játékokon, az 1980-as és az 1982-es afrikai nemzetek kupáján, illetve az 1982-es világbajnokságon.

## Sikerei, díjai
JS Kabylie
- Bajnokcsapatok Afrika-kupája (1): 1981
- CAF-szuperkupa (1): 1982
- Algériai bajnok (8): 1972–73, 1973–74, 1976–77, 1979–80, 1981–82, 1982–83, 1984–85, 1985–86

Algéria
- Afrikai nemzetek kupája döntős (1): 1980